# 公立世羅中央病院
公立世羅中央病院（こうりつせらちゅうおうびょういん）は、広島県世羅郡世羅町にある公立の病院で、二次救急告示医療機関である。

## 沿革
1953年（昭和28年）2月に開院となる。

### 年表
- 1951年（昭和26年） : 8月、設立認可。
- 1953年（昭和28年） : 2月、業務開始。
- 1961年（昭和36年） : 4月、公営企業法適用。
- 1966年（昭和41年） : 4月、救急病院指定。
- 2000年（平成12年） : 4月、二次救急医療施設の承認。
- 2007年（平成19年） : 4月、地方公営企業法の全部適用。
- 2011年（平成23年） : 10月1日、公立くい病院からの病床移管で110床から155床に増床[1]。
- 2012年（平成24年） : 4月、42年ぶりに妊婦健診を再開[2]。
- 2013年（平成25年） : 4月、専門外来に、せき・乳腺・消化器外科・呼吸器外科・手外科を開設[3]。

## 診療科
標榜診療科は以下の通りである。
- 内科
- 血管内科
- 脳神経内科
- 小児科
- 外科
- 整形外科
- 脳神経外科
- 皮膚科
- 泌尿器科
- 矯正歯科
- 歯科口腔外科
- 矯正歯科
- リハビリテーション科
- 産婦人科
- 耳鼻咽喉科

## 医療機関指定・認定
出典
| 救急告示病院                     | 労災指定病院                           |
| 被爆者一般疾病指定               | 被爆二世健康診断実施事業委託           |
| 結核健康診断委託                 | 特定疾患及び小児特殊疾患治療研究       |
| 自立支援医療                     | 生活保護指定                           |
| 地方公務員災害補償               | 身体障害者福祉法指定                   |
| 性病予防指定                     | 1日人間ドック                          |
| 日本整形外科学会認定医研修施設   | 日本外科学会専門医制度関連施設         |
| 日本呼吸器内視鏡学会関連認定施設 | 広島大学病院協力型臨床研修病院指定施設 |
| 地域包括医療                     | ケア認定施設                           |
| 呉医療センター臨床研修協力施設   |                                        |

## アクセス
世羅中央病院バス停、世羅中央病院南バス停がある。
- ピースライナー（広島交通・中国バス）
  - 広島バスセンター - 新白島駅- 不動院 - 中筋駅 - 高坂BS - 公立世羅中央病院南 - 甲山営業所 - 道の駅世羅 - 三川局前 - 矢野温泉 - 上下駅前 - 甲奴駅前
- 三原-甲山線（中国バス[6]）
  - 三原駅 - 久井 - 世羅中央病院 - 甲山営業所
- 河内駅-甲山線（芸陽バス[7]）
  - 河内駅前 - 徳良 - 世羅中央病院 - 甲山バイパス東口
- 尾道-甲山線（中国バス） 
  - 尾道駅 - 新尾道駅 - 三成 - クロスロードみつぎ - 甲山営業所
  - 甲山営業所バス停より徒歩約10分

車でのアクセス
山陽自動車道 三原久井インターチェンジより広島県道25号三原東城線を北へ約20分
尾道自動車道 世羅インターチェンジより国道432号を西へ約5分
中国自動車道 三次インターチェンジより国道184号を南へ約40分